# NGC 2421
NGC 2421 (również OCL 626 lub ESO 560-SC2) – gromada otwarta znajdująca się w gwiazdozbiorze Rufy. Odkrył ją William Herschel 30 stycznia 1799 roku. Jest położona w odległości ok. 7,2 tys. lat świetlnych od Słońca.